# Олга Видовић
Олга Видовић (Храсница, код Сарајева, 4. јун 1921 — Хамилтон, 23. фебруар 2013) била је српски инжињер агрономије, истраживач генетичар из агрономије и редовни професор. Творац је двије нове сорте пасуља.

## Биографија
На Пољопривредно-шумарском факултету у Београду дипломиpaлa је 1950, а докторску дисертацију Проширенuји типови пасуља у Босни u њихова селекциона вриједност одбранила 1964. године. На Пољопривредном факултету у Сарајеву бирана је у звање асистента (1950), доцента (1965), ванредног (1972) и редовног професора (1978). На истом факултету била је декан (1977- 1979). Од 1981. до 1985. била је проректор Универзитета у Сарајеву. Предсједавала је Друштву генетичара БиХ. Објавила је 17 научних радова и створила двије сорте пасуља. Била је учесник НОБ-а од 1941. године.

## Награде
- Ордена рада са црвеном заставом,
- Ордена заслуга за народ са сребрном звијездом и
- Награде ЗАВНОБиХ-а